# 卡尔斯霍斯特
卡尔斯霍斯特（德語：Karlshorst，德語：[ˈkaʁlsˌhɔst] ⓘ，意为“卡尔之巢”）是德国柏林利希滕贝格区的下属区。原驻德苏联军事管理委员会位于此地。